# 恵公 (晋)
恵公（けいこう、? - 紀元前637年10月）は、中国春秋時代の晋の君主（在位：紀元前650年 - 紀元前637年）。姓は姫、諱は夷吾。献公の第3子。

## 晋公へ
幼少時から機知に富むといわれ、太子申生の死後は重耳とともに次期君主の候補の一人であったが、驪姫が奚斉を産むと屈邑に封ぜられる。
紀元前652年、驪姫によって献公暗殺の疑いをかけられると（驪姫の乱）、郤芮の献言に従って梁に亡命し、その公女を娶り二人の子を儲けた。翌紀元前651年、里克ら晋国内の大夫たちによって奚斉やその後を継いだ卓子が相次いで殺害されると、秦の穆公の後援を得て帰国し、紀元前650年に晋公となる。
君主となった夷吾こと恵公は盛名のある重耳の帰国を恐れて刺客を放ち、自分に従わなかったり、奚斉と卓子を殺害し恵公を迎え入れた里克ら大夫たちを厳しく弾圧した。

## 韓原の戦い
また晋では連年凶作が続いたので、紀元前647年、即位の際に後援してくれた隣国の秦に支援を求めた。恵公は即位時の約束である領土割譲を反故にしていたにもかかわらず、秦の穆公は快くこれに応じ、大量の食料を河に流して晋に届けた。翌紀元前646年は秦が凶作になったので穆公はその年は豊作だった晋に支援を求めた。これを聞いた恵公は、あろうことか秦を叩きのめすのは今だと喜び、翌紀元前645年、秦に出兵した。穆公は怒り、秦と晋は韓原（現在の陝西省韓城市）で激突することになった。戦いは秦の圧勝に終わり、恵公は捕虜となった。

## 捕虜
穆公は恵公を秦につれて帰り祖先の霊に犠牲として奉げようとしたが、穆公の妃の穆姫は晋の献公の娘で恵公の姉であったため、穆公に身を挺して命乞いをした。また、晋の大夫たちも大勢が恵公を助命するように懇願した。家臣たちは恵公を殺すことを進言したが、穆公は恵公を助けた。しかし、太子圉を人質としてとり、以降晋は秦に従属する形をとることになった。
その後、紀元前637年10月に没した。